# Scudo San Marino
Scudo San Marino (l.mn. scudi) – jednostka monetarna San Marino, używana do celów kolekcjonerskich od 1974 roku, niewymieniona w standardzie ISO 4217.
1 scudo ma wartość około 37,50 euro, zależną od wartości złota. Choć euro jest oficjalną walutą San Marino od 1999 (od 2002 oficjalnie), to scudo San Marino może być też używane jako środek płatniczy (jedynie na terenie kraju). Jest używana głównie jako atrakcja turystyczna. Wybijana jest ze złota próby 0,917 w Państwowym Instytucie Menniczym i Poligraficznym w Rzymie, waży 9 gramów i ma średnicę 16 mm.